# Doctoraalexamen
Het doctoraalexamen, kortweg het doctoraal, is het examen waarmee in de regel studenten in het Nederlandse wetenschappelijk onderwijs die voor 2003 begonnen hun studie afsloten. Het behalen van dit examen hield veelal in dat men aan een serie studie-eisen moest voldoen. Hierna kreeg de student bij een openbare plechtigheid de bul.

## Studie-eisen
Vaak was er in de praktijk geen sprake van een afzonderlijk toetsend examen aan het eind van de opleiding. In plaats daarvan was er een serie eisen zoals het behalen van de tentamens voor de diverse deelvakken. Tot de eisen behoorde vaak het schrijven van een uitgebreide scriptie over de verrichte literatuurstudie of het verrichte empirische of theoretische doctoraalonderzoek. Dit werk kon een flink deel van het laatste studiejaar of laatste studiejaren beslaan. Soms moest het onderzoeksverslag of  de doctoraalscriptie mondeling verdedigd worden. Na de eerste drie studiejaren, die leidden tot het kandidaatsexamen, duurde de doctoraalfase doorgaans twee jaar. Na het verdwijnen van het kandidaatsexamen in de jaren tachtig kwam het doctoraalexamen nominaal drie studiejaren na de propedeuse. Bij sommige opleidingen werd dit later verlengd tot vier studiejaren.

## Buluitreiking en titel
Na het doctoraalexamen werd in het openbaar plechtig de bul uitgereikt. Bij de meeste studies mag na het doctoraalexamen de titel doctorandus worden gevoerd. Bij afronding van een studie in de rechten was dit de titel meester en na een 'ingenieursstudie' (onderwijs in technologie, agrarische wetenschappen of toegepaste natuurwetenschappen) de titel ingenieur.
Omdat vanaf 2002 de bachelor-masterstructuur in het hoger onderwijs werd ingevoerd, is de term doctoraalexamen verdrongen door die van masterexamen. De titel doctorandus is sindsdien vervangen door de graden Master of Science of Master of Arts.

## Taalgebruik rondom doctoraalexamen
De verkorte term doctoraal dient niet verward te worden met doctoraat, wat betekent dat men de daaropvolgende fase heeft afgerond, namelijk die voor het behalen van de doctorstitel, na het schrijven van een proefschrift met betrekking tot eigen onderzoek. Voor Engelstaligen is het woord 'doctoraal' nog verwarrender: in het Engels betekent doctoral degree hetzelfde als doctorate, namelijk doctoraat.